# 後社角聖和宮
後社角聖和宮是臺灣臺南市學甲區後社角庄頭內的一間廟宇，主祀為廣澤尊王，陪祀有：妙應仙妃、仁聖大帝、猛虎大將等神祇。聖和宮是學甲後社聚落的角頭廟，而在學甲慈濟宮8個選舉區中屬後角選區，目前位於秀昌里境內，也是學甲慈濟宮上白礁謁祖與學甲刈香的基本參與廟宇之一，此外，聖和宮的真人藝閣入選為文化部的重要民俗文化。

## 建廟沿革
溯至清康熙56年（1717年）即有學甲先民，自大陸迎請鳳山寺神像（即廣澤尊王三太保）一同前來學甲，其後因信徒郭氏在奉獻金尊完畢便落腳定居於學甲後社角，復又於其家中神龕設壇爐予以奉祠，自此起信眾們便以擲筊方式輪流擔任爐主來安爐奉拜，是聖和宮的祭祀信仰開始。
由於信眾日增尤其幼兒前來拜契誼子人數眾多，民國69年（1980年）由廣澤尊王親自指定，在同年的農曆10月點擇地新建廟宇，並定此廟名為聖和宮，後又於民國71年（1982年）農曆2月舉行入火安座大典。

## 軼聞
真人藝閣陣頭是學甲慈濟宮遶境活動中的主要特色之一，另外郭姓為後社角的大姓氏，因此聖和宮的真人藝閣固定以「郭子儀大戰烏鳳仙」作為藝閣的主題。然此藝閣於2009年時曾因八八風災而有所損壞，因此當年便外聘藝閣車並以「洛花河」為主題出陣，而此舉引起庄民反彈，於是在2019年時便又恢復原主題參與遶境。而在其後，聖和宮的真人藝閣，入選為文化部的重要民俗文化。
在2008年慶祝廣澤尊王聖誕千秋的科儀中，聖和宮首次舉辦了汾陽福宴祀宴大典，活動的進行完全遵循古禮辦理福宴，宴中也安排明梨園的北管樂以及國樂團等的娛樂供神祇與信眾們欣賞。
聖和宮在宮內二樓處設置了一間妙應仙妃的寢室，之所以會設置有這間寢宮，是因為廟方在某年回到大陸祖廟鳳山寺謁祖時，發現大陸的鳳山寺有專門為妙應仙妃開闢寢宮，因此回臺後便仿效祖廟蓋了這間妙應仙妃寢室。此寢室裝修完成不久之後，有幫助過一些不孕症夫妻得子的傳聞，自此之後據聞想求子的女性來到廟中，在先拜完神明後都會再到仙妃寢室坐個幾分鐘，以期望能求得子嗣。

## 圖集

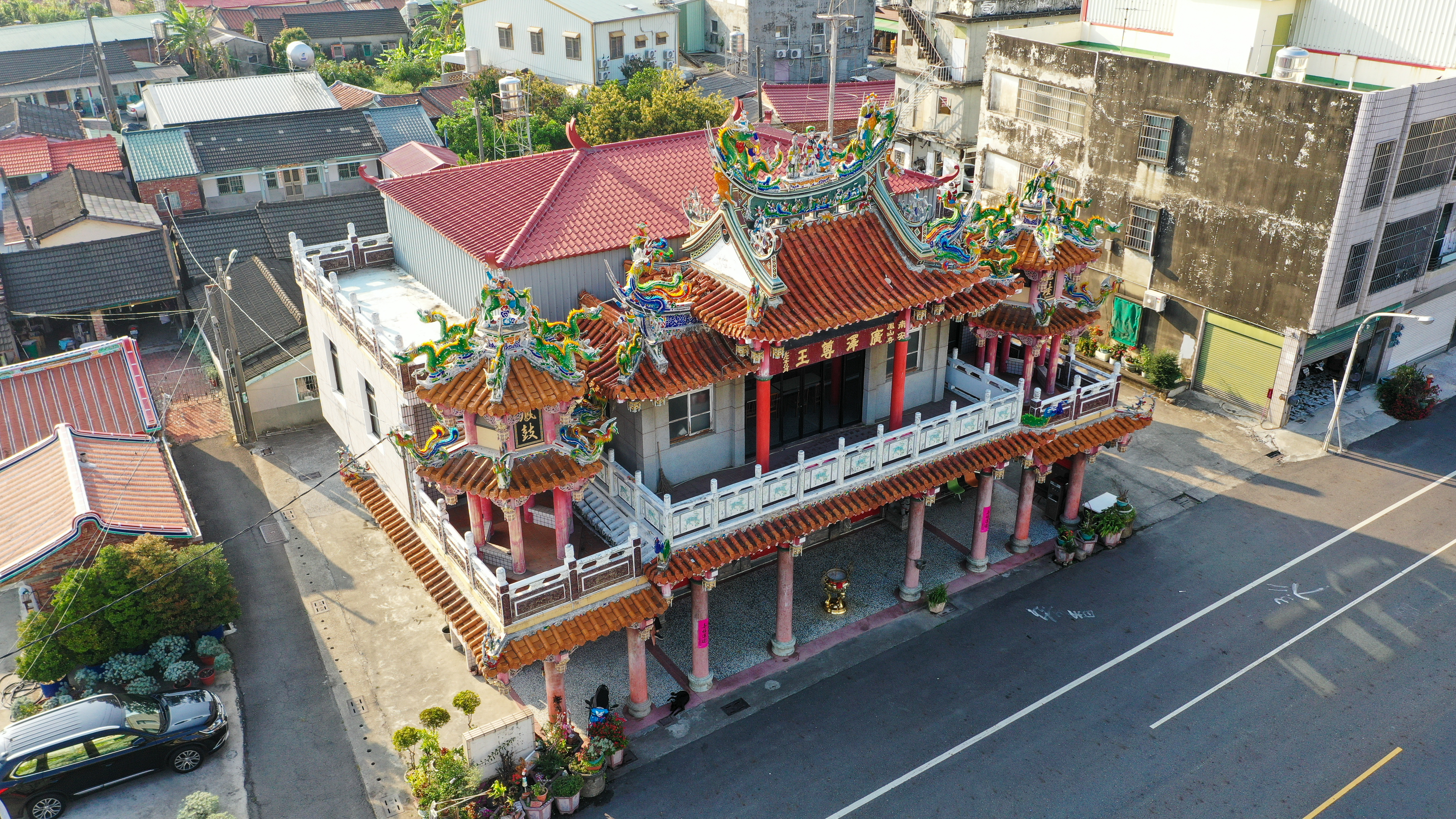
後社角聖和宮-鳥瞰
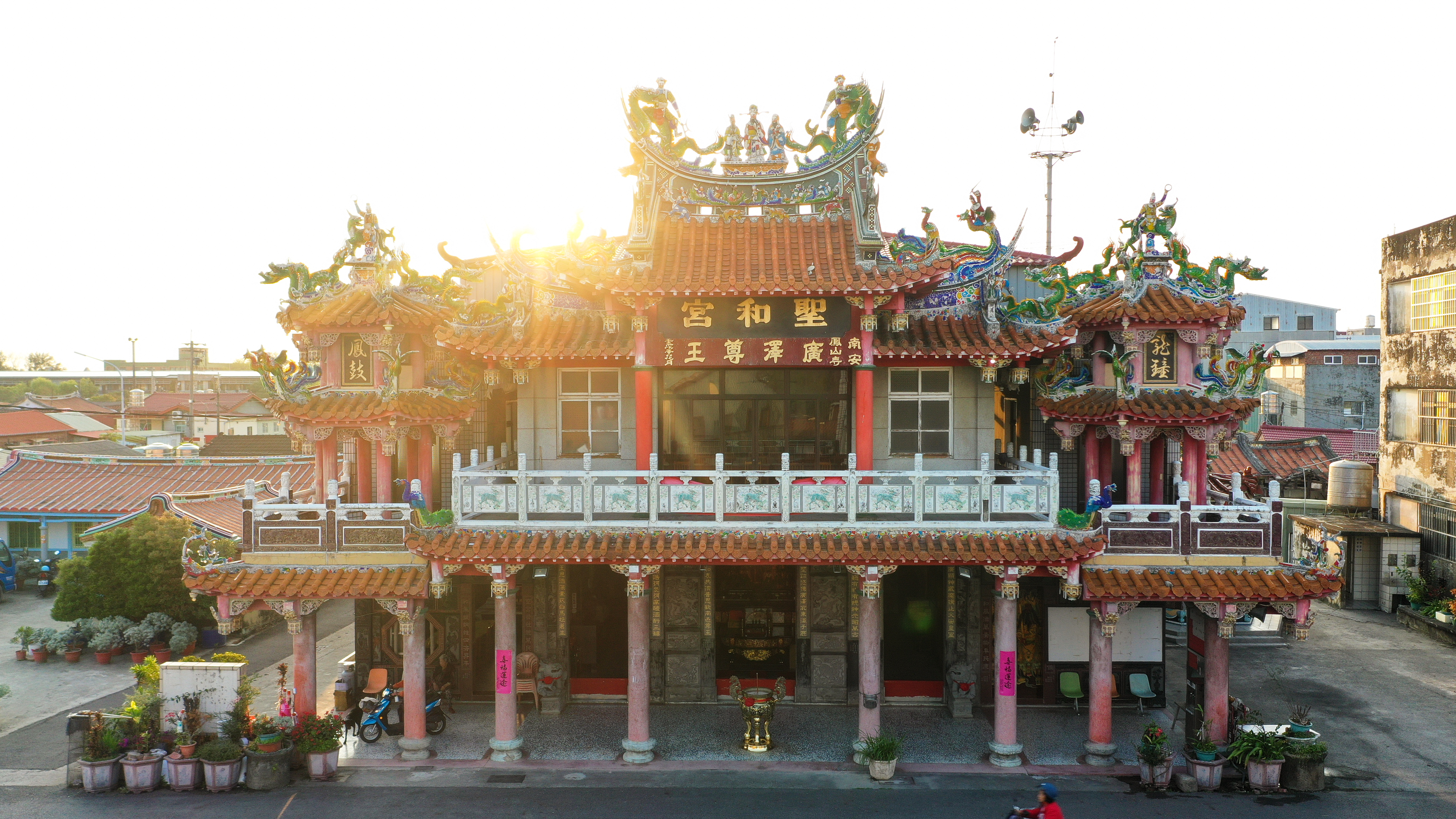
後社角聖和宮-正面與光束
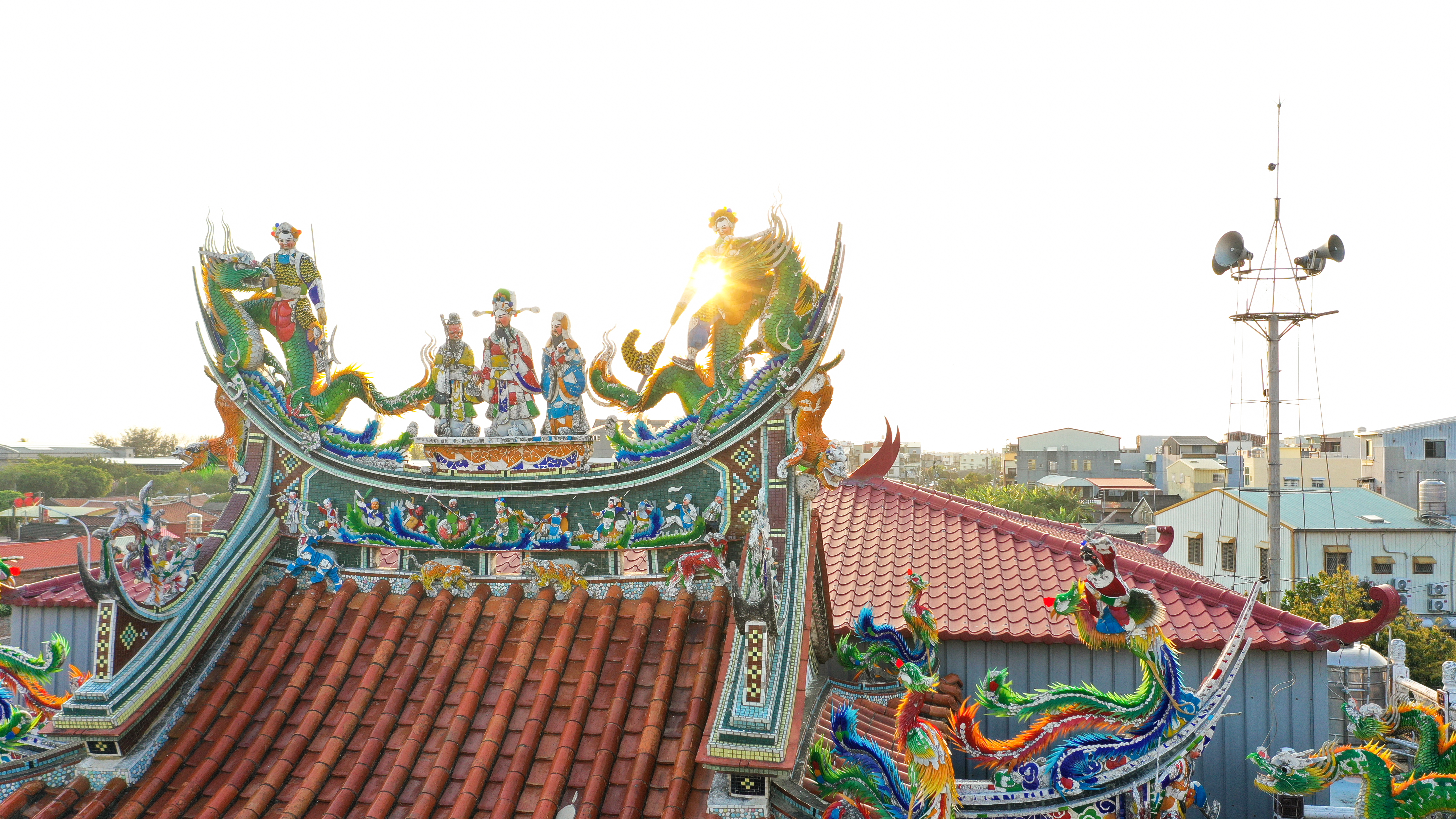
後社角聖和宮-屋頂三仙及各種裝飾
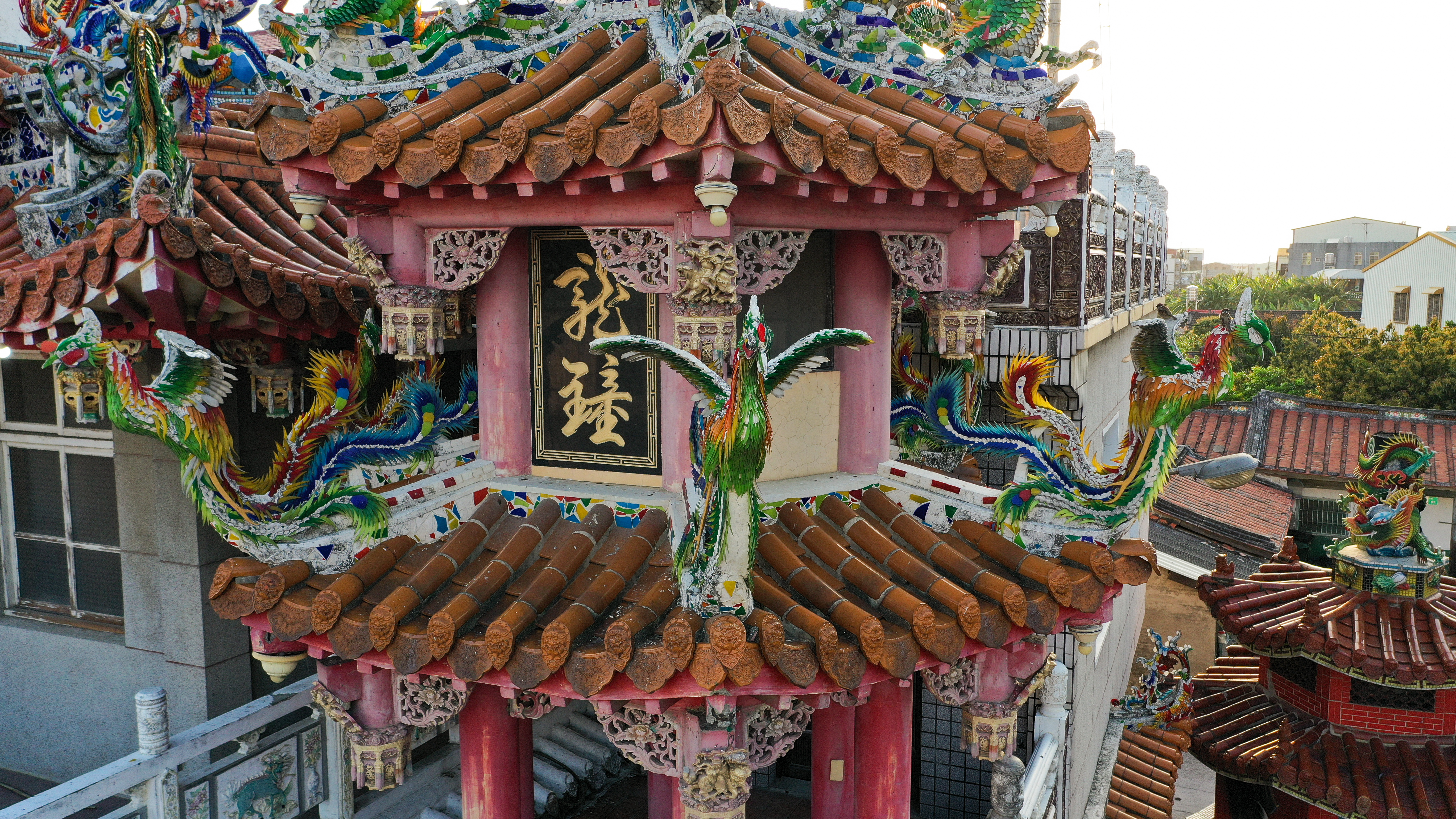
後社角聖和宮-龍鍾樓
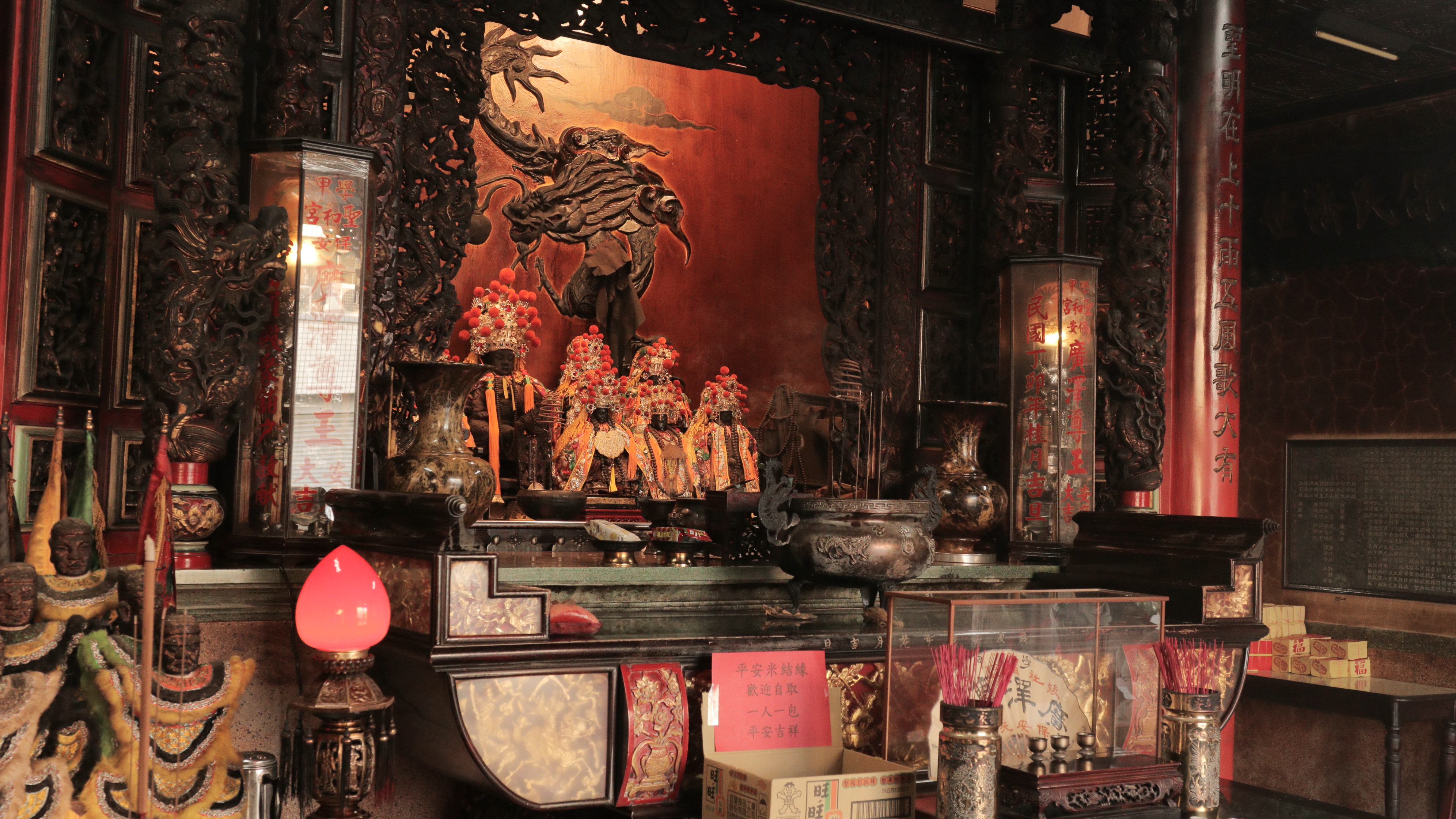
後社角聖和宮-神龕
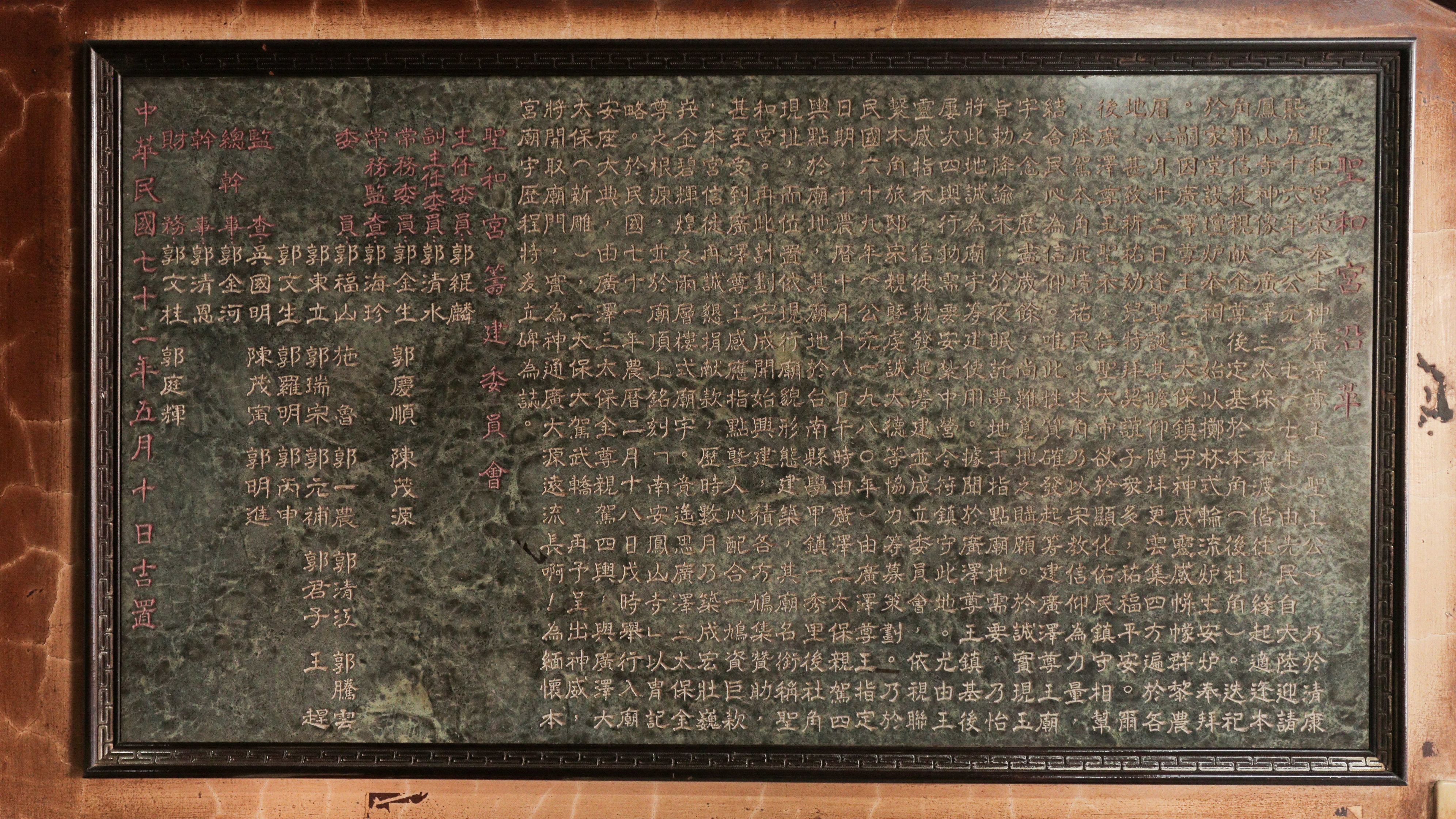
後社角聖和宮-沿革紀念碑
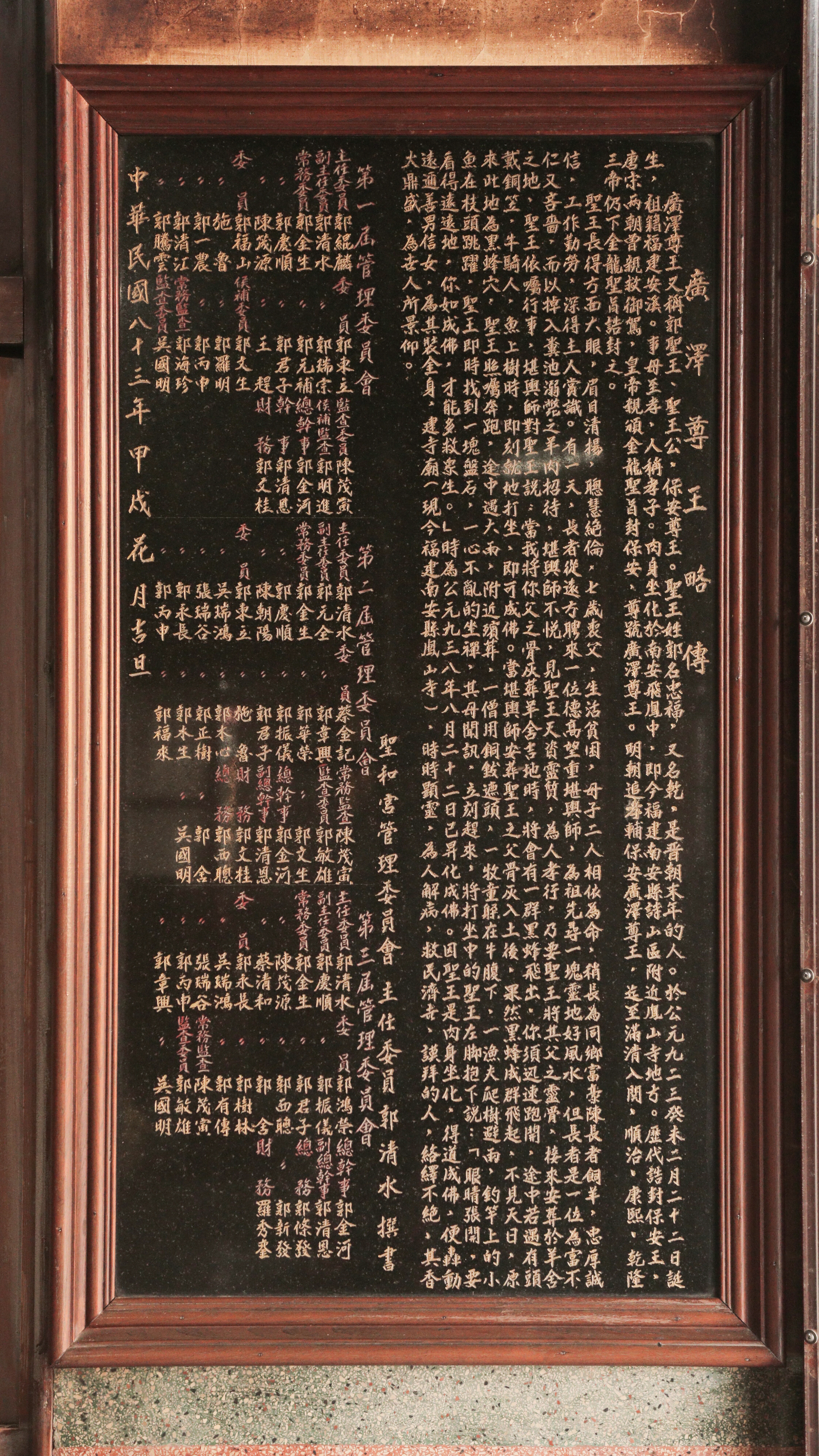
後社角聖和宮-廣澤尊王略傳
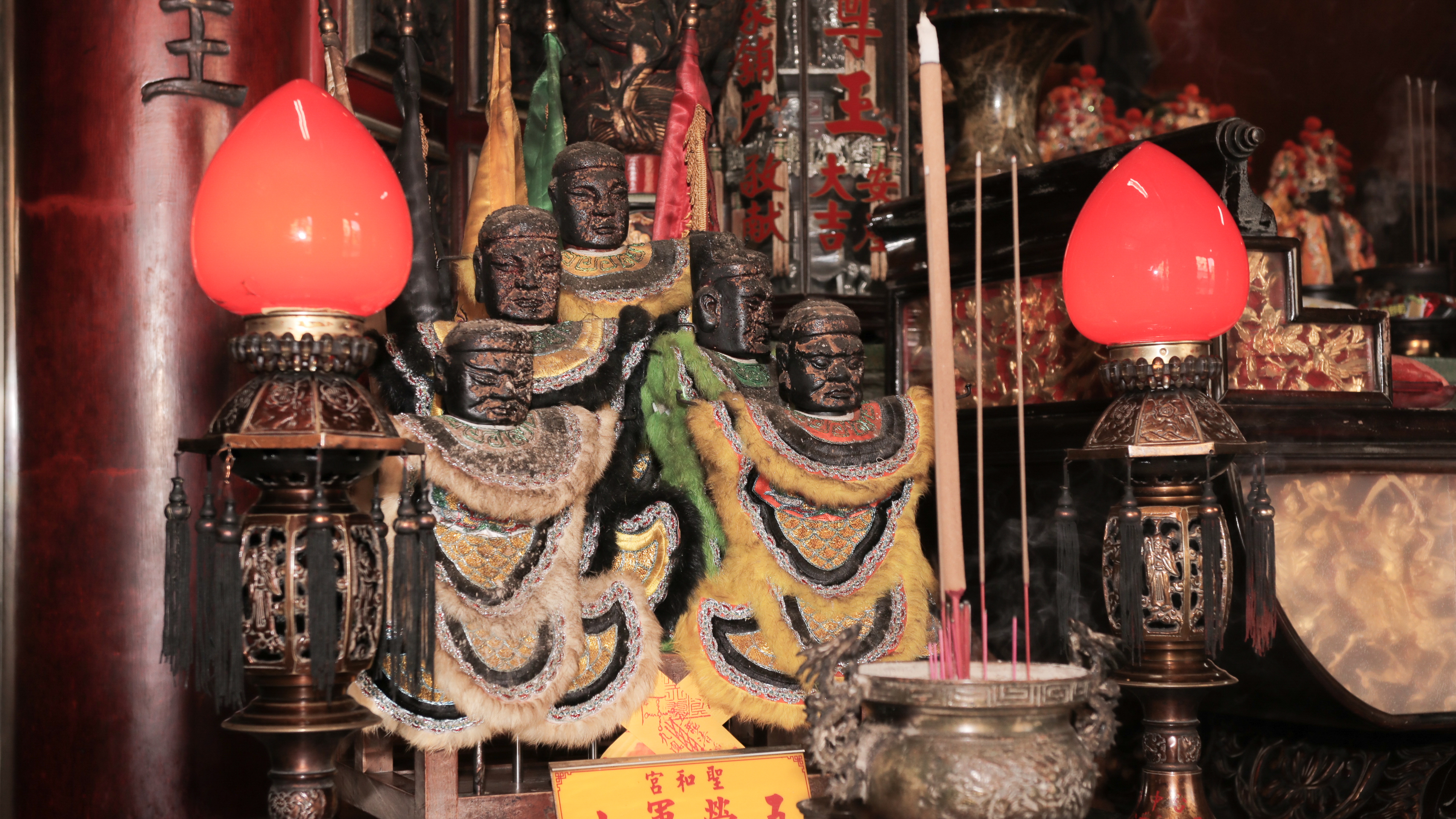
後社角聖和宮-廟內五營神將

## 外部來源
- . 台灣好廟網 - 全台廟宇查詢.   [2024-08-22].（繁體中文）